# Computer numerical control

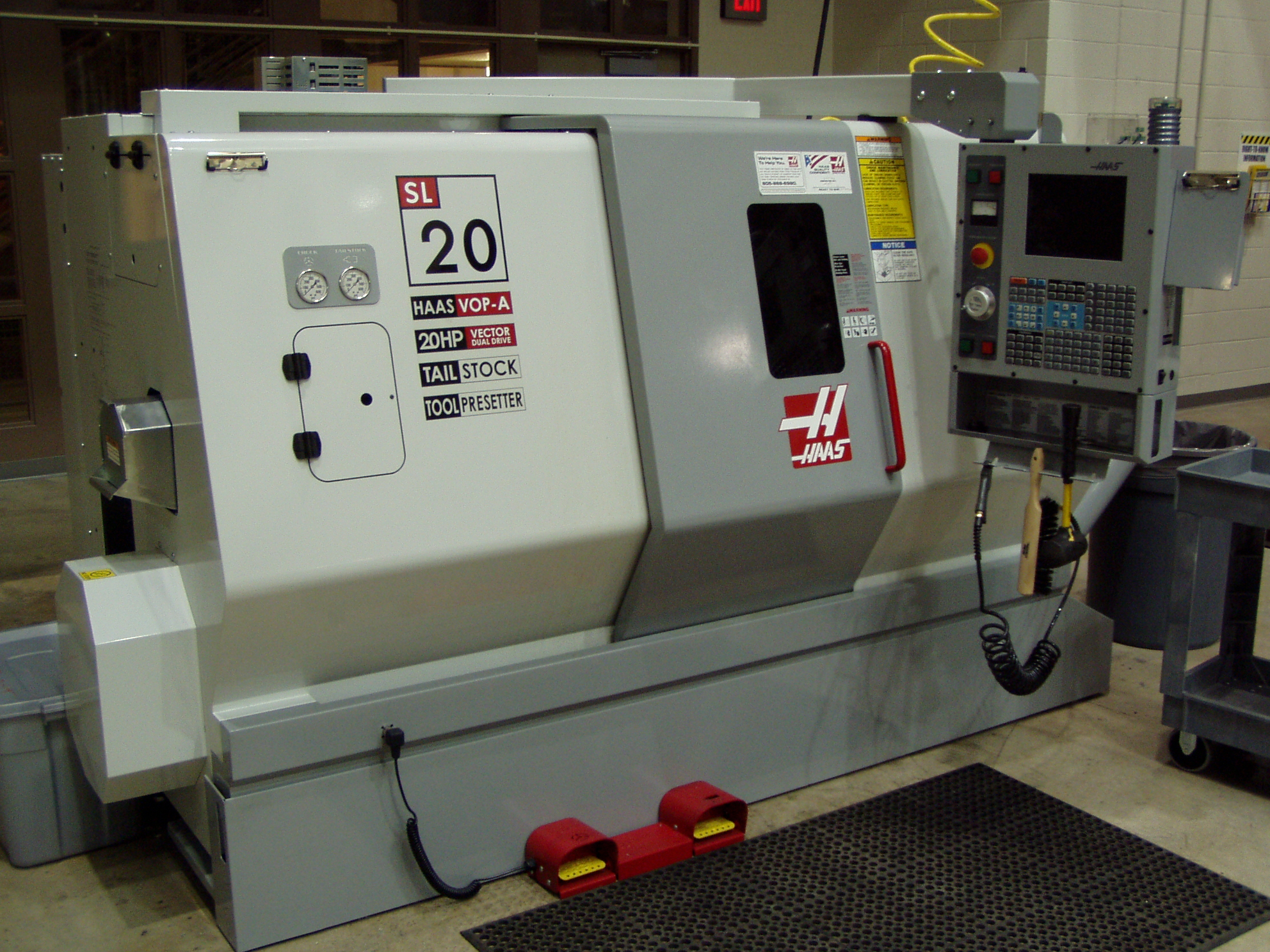
Een CNC-draaibank.

Computer numerical control of kortweg CNC betreft de computergestuurde regeling van werktuigmachines, meestal in de verspaningstechniek, die snel en nauwkeurig stukken moeten maken in metaal, kunststof of hout. Deze stukken kunnen met behulp van  een freesmachine gemaakt worden. 
Dit gebeurt op basis van een programma dat meestal wordt gegenereerd in een computer-aided manufacturing (CAM)-systeem. Meestal gebruikt men hiervoor nog de EIA-274-D standaard, ook wel G-code genoemd. De M-code wordt ook vaak gebruikt om bijkomende functies (zoals gereedschapswissel) aan te roepen. 

## Geschiedenis
CNC ontstond in de late jaren 50, eerst nog vele jaren met analoge computers en veel later met digitale computers. De numerieke besturingstechniek is als zoveel technische vernieuwingen ontstaan uit een militaire behoefte. De Koreaanse Oorlog (1950-1953) heeft de ontwikkeling sterk versneld doordat er grote vraag was naar zeer nauwkeurige onderdelen van vliegtuigen en wapensystemen.
In de jaren zestig hadden Amerikaanse fabrikanten als Kearney & Trecker een enorme voorsprong op dit gebied dankzij grote defensieopdrachten. Eind jaren zestig werden CNC-besturingen ook op grote schaal in Europa gebouwd. Pas nadat de grote Japanse leveranciers als Fanuc zich op deze markt geworpen hebben is de CNC-techniek tot algemeen aanvaarde productietechniek geworden.

## CNC-karakteristieken

### Nieuwe verspaningstechnieken
Dankzij CNC konden geheel nieuwe verspaningstechnieken als vonkverspanen en lasersnijden ontwikkeld worden. Ook voor de introductie van NC en CNC konden grote series gelijke stukken gemaakt worden. Voor de introductie van deze gestuurde draaibanken was er de kopieerdraaibank, hierbij liep een taster over een gedraaide mal (het te kopiëren werkstuk) en stuurde een beitel aan die dezelfde bewegingen uitvoerde en zo konden ook gelijke werkstukken verkregen worden. 
Gelijke methodes waren ook voor freesmachines en slijpmachines gangbaar. Het grote nadeel van deze methoden is de hoeveelheid tijd en middelen die nodig zijn om bij de productie van een anders gevormd werkstuk een nieuwe mal te maken.

### Nieuw soort sturing
In 2006 zijn de G-codes en M-codes nog veelvuldig in gebruik, maar toch is het zo dat er een nieuw soort sturing op de markt komt, die het frezen en draaien vergemakkelijkt. Deze wordt de dialoogsturing genoemd. Hierbij "praat" de programmeur tegen de machine in een gebruiksvriendelijke omgeving. Zo worden bijvoorbeeld bochten niet meer ingevoerd als een G-code maar als een commando "bocht", met een radius en een begin- en middelpunt. 
Van alle G-codes zijn er 4 die voor de baanbesturingen gebruikt worden;
- G0 Ga met ijlgang naar de opgegeven positie;
- G1 frees in materiaal, ga in rechte lijn naar opgegeven punt;
- G2 frees een boog met opgegeven straal, CW naar opgegeven punt;
- G3 frees een boog met opgegeven straal, CCW naar opgegeven punt.

Met behulp van deze codes zijn alle vormen te maken.
Moderne machines zijn uitgerust met sjabloon gekoppeld met dialoog programmeren waarbij er gekozen kan worden uit rechthoeken-cirkels of complexe bewerkingen, die door middel van het dialoog worden voorzien van parameters. De gekoppelde macro's vertalen dit uiteindelijk weer naar G-codes 
Een voorbeeld van zo een toegepaste sturing is Siemens Shopmill op bijvoorbeeld een Chevalier 1418VMC of een Mazak draaibank met een Mazatrol sturing. Onderliggend is dit nog steeds een G-codeprogramma. Ook kunnen G-codeprogramma's rechtstreeks gegenereerd worden vanuit CAD-programma's. Hierbij is geen kennis van basis G-code meer nodig.
Helaas is de G-code door kleine verschillen niet uitwisselbaar tussen verschillende merken machines.
Wel zijn er besturingen beschikbaar, zoals de STYLE 2016 Edition, waarbij er vrij contour kan worden geprogrammeerd. Hiervoor zijn minimale waarden nodig. Elke bewerking is met enkele clicks en invulling van een minimaal aantal waarden, direct en continu zichtbaar op het 19” touchscreen. CNC software ontwikkeld voor het snel gemakkelijk tekenen en uitvoeren van enkelstuks en kleine series.

### Nieuw soort draadspindel
Wat kenmerkend is voor de CNC-machines is dat er een nieuw soort draadspindel in verwerkt zit voor de verplaatsingen en voor werkstuk of gereedschap. Het gaat hier om een zogenaamde kogelomloopspil. Dit is een schroefdraad, die met een boog is ingesneden, zoals bij bijvoorbeeld de stellingvoeten om hoogte te regelen. Alleen is dit een nauwkeurigere variant en lopen er geslepen kogels door deze groeven zoals in een kogellager. Deze kogels hebben dezelfde radius als de groef van de draad en zijn met voorspanning gemonteerd, waardoor er theoretisch geen speling is. Deze is er natuurlijk wel maar bij dit soort spillen is deze verwaarloosbaar. (Soms 0,001 mm en minder.)
Het verslijten van de kogelomloopspil is verschillend van de gewone spil. Bij de gewone spil wordt de omkeerspeling groter, maar bij de kogelomloopspil mag deze speling dus net niet bestaan; Spindels zijn echter niet na stelbaar.
het is belangrijk dat dit soort spindels voortdurend gesmeerd worden. Vaak wordt een automatische smeerinrichting gebruikt.

## CNC-besturingen
Voor de aansturing van CNC-machines worden gespecialiseerde besturingssystemen gebruikt, zogenaamde CNC-controllers. Bekende fabrikanten van deze besturingen zijn onder andere FANUC, Siemens en Heidenhain. Deze systemen bepalen de bewegingen van de machineassen, gereedschapsbanen en bewerkingscycli, en vormen een cruciaal onderdeel van de automatisering in de verspanende industrie.
Sommige leveranciers, zoals FANUC, produceren niet alleen CNC-besturingen, maar ook complete machines. Voorbeelden hiervan zijn de FANUC Robodrill, een CNC-freesmachine, en de FANUC Robocut, een draadvonkmachine. Deze machines zijn uitgerust met FANUC’s eigen besturingssysteem, waardoor een nauwe integratie tussen hardware en software mogelijk is.